# Ohrobec
Ohrobec (in tedesco Ohrobetz) è un comune ceco di 1 571 abitanti del distretto di Praha-západ, in Boemia Centrale. Insieme all'insediamento di Károv e circondato da boschi, il comune fa parte dell'associazione volontaria dei comuni DOLNOBŘEŽANSKO.

## Storia
Il villaggio fu fondato durante il periodo della cosiddetta colonizzazione durante il regno di Ottocaro II, quando si diede inizio ad una vasta deforestazione dell'area. La prima menzione scritta del villaggio risale al 1355, quando venne menzionato da Carlo IV in un contratto tra Hensl Menhartt e il vescovo di Tribrieri per l'interesse per i villaggi di Zvole, Ohrobec e Břežan.
Il 5 aprile 1919, il consiglio comunale chiese al Ministero degli Interni di riconoscere Ohrobec come comune indipendente, dato che fino ad allora apparteneva al comune di Zvole. Il 3 aprile 1922, Ohrobec e Zvole furono divisi, mentre solo un anno prima, nel 1921 fu effettuato un censimento: 34 numeri descrittivi e 220 abitanti.

## Amministrazione
Di seguito l'elenco dei sindaci da quando è presente l'elezione diretta del sindaco da parte dei cittadini (dal 1994):
| Periodo           | Periodo           | Primo cittadino       | Partito      | Carica  | Note   |
| ----------------- | ----------------- | --------------------- | ------------ | ------- | ------ |
| 19 novembre 1994  | 13 novembre 1998  | Bohuslava Alexandrová | Indipendente | Sindaco | [ 4 ]  |
| 13 novembre 1998  | 2 novembre 2002   | Milan Zier            | Indipendente | Sindaco | [ 5 ]  |
| 2 novembre 2002   | 1º giugno 2004    | Michaela Zázvorková   | Indipendente | Sindaco | [ 6 ]  |
| 21 ottobre 2006   | 16 ottobre 2010   | Michaela Zázvorková   | Indipendente | Sindaco | [ 7 ]  |
| 16 ottobre 2010   | 11 ottobre 2014   | Pavel Makovský        | Indipendente | Sindaco | [ 8 ]  |
| 11 ottobre 2014   | 6 ottobre 2018    | Pavel Makovský        | Indipendente | Sindaco | [ 9 ]  |
| 6 ottobre 2018    | 24 settembre 2022 | Otakar Janeba         | Indipendente | Sindaco | [ 10 ] |
| 24 settembre 2022 | in carica         | Vladimír Strouhal     | Indipendente | Sindaco | [ 11 ] |